# Natalio Vázquez P.
Natalio Vázquez P. är en ort i Mexiko.   Den ligger i kommunen Tonalá och delstaten Chiapas, i den sydöstra delen av landet, 700 km sydost om huvudstaden Mexico City. Natalio Vázquez P. ligger 74 meter över havet och antalet invånare är 112.
Terrängen runt Natalio Vázquez P. är varierad. Runt Natalio Vázquez P. är det ganska glesbefolkat, med 50 invånare per kvadratkilometer. Närmaste större samhälle är Tres Picos, 8,9 km sydost om Natalio Vázquez P.. Omgivningarna runt Natalio Vázquez P. är en mosaik av jordbruksmark och naturlig växtlighet.